# Ariznabarra
Ariznabarra officiellement en euskara ou Ariznavarra en espagnol est un quartier de Vitoria-Gasteiz en Pays basque dans la province d'Alava (Espagne), situé au sud-ouest de la ville.

## Situation
Ariznabarra forme un triangle avec comme base la voie ferrée, qui le sépare du quartier de San Martín au nord. Au sud se trouve le quartier et le bourg d'Armentia et de Mendizorroza, qui aussi la limite par l'est. À l'ouest se trouve le nouveau secteur de Zabalgana, spécifiquement le quartier de Mariturri.

## Histoire
Ariznabarra est apparu, comme d'autres quartiers de Vitoria-Gasteiz, dans les années 1960, où l'arrivée de centaines de travailleurs du reste de l'Espagne venus travailler à Vitoria, a fait croître exponentiellement la ville et conduit à la construction de nouveaux quartiers, comme Zaramaga ou Arana, construits sur la base des idées du développement des années 1960, où il fallait construire rapidement sans tenir compte de l'esthétisme. C'est pour cette raison que la vieille partie du quartier, avec des bâtiments de 4 et 5 étages, est très uniforme et ses logements ressemblent à ceux d'autres quartiers "vitorianos" déjà mentionnés.
La seconde partie de son expansion, s'est déroulée dans les années 1980, et répond à une typologie différente. Ce sont des bâtiments plus esthétiques, avec des appartements et des logements de grande taille, souvent fermés dans des blocs de Communautés. Aussi ils ressemblent à d'autres quartiers qui ont été édifiés dans cette décennie comme Santa Luzía.
C'est actuellement un quartier résidentiel, qui étant donné l'expansion de Vitoria par l'est, a cessé d'être périphérique. Éminemment résidentiel, il possède de petits commerces ainsi qu'un supermarché de taille moyenne.

## Rues du quartier

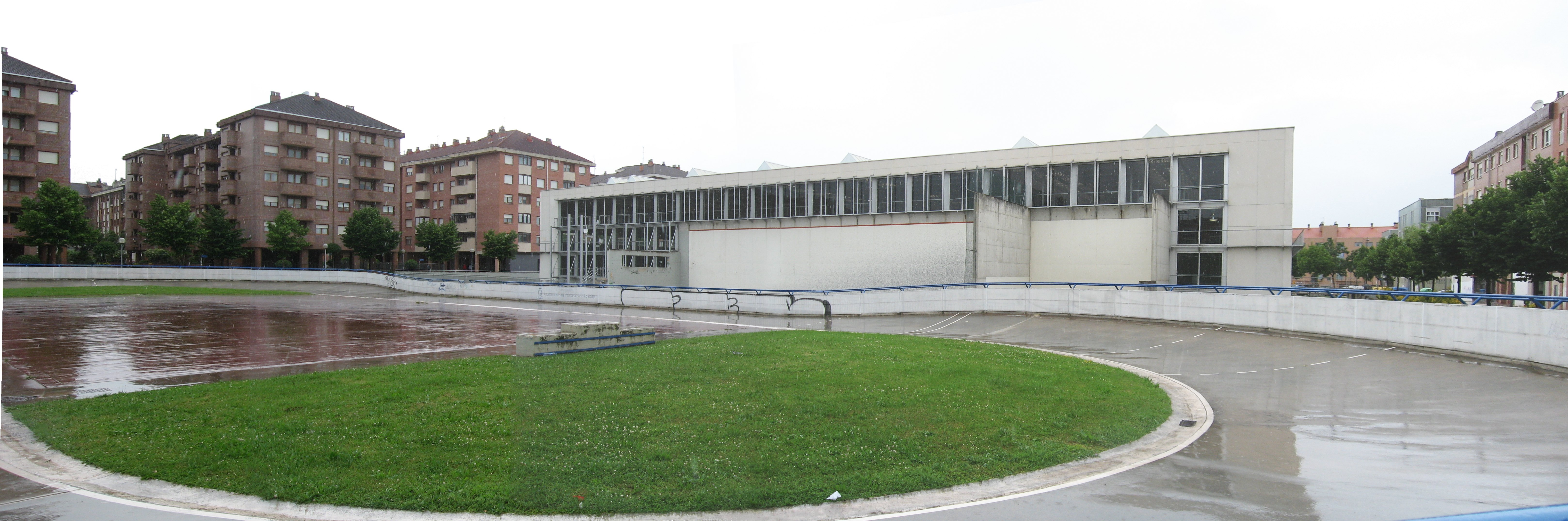
Quartier d'Arizbavarra et son centre civique

Beaucoup d'entre elles prennent le nom de châteaux qui existent ou ont existé dans la province d'Alava.
- Castillo de Villamonte (château de)
- Castillo de Buradon (château de)
- Etxezarra (vieille maison)
- Castillo de Aretxaga (château de)
- Castillo de Lantarón (château de)
- Castillo de Astúlez (château de)
- Castillo de Assa (château de)
- Teodoro de Zarate
- Castillo de Zaitegi (château de)
- Castillo de Portilla (château de)
- Castillo de Quejana (château de)
- Castillo El Toro (château Le Taureau)
- Castillo de Bernedo (château de)
- Paseo de Antonia (Rotonda de La Antonia)
- Portal de Castilla (portail de)
- Castillo de Arlucea (château de)
- Castillo de Mendiluzia (château de)
- Castillo de Guevara (château de)
- Ariznavarra
- Castillo de Fontetxa (château de)
- Ariznavarreta
- Castillo de Ocio (château de)
- Castillo de San Adrián (château de)
- Particular de Areitio
- Felicias de Olave
- Calzadas
- Uralmendi
- Plaza Castillo de Astúlez
- Castillo de Eskibel (château de)

## Édifices et installations
- Centre Civique de Ariznavarra: Possède un rocodrome (rocódromo)[1] des plus anciens d'Espagne[2].
- Maison de retraite Ariznavarra
- Stade de football, où joue le SD Ariznavarra
- Collège d'Éducation "Infantil" Ariznavarra
- Collège Concertado Hogar San José
- Collège Public Miguel de Cervantes

## Transport
Les lignes 1 et 2 d'autobus urbain touchent le quartier, mais entrent à peine dans celui-ci.
| ligne | Nom                | Destination Aller                 | Destination Retour       | Stations dans le quartier |
| ----- | ------------------ | --------------------------------- | ------------------------ | ------------------------- |
|       | Lakua-Mariturri    | Mariturri                         | Lakua                    |                           |
|       | Périphérique 1     | Santa Luzía (circulaire)          | Zaramaga (circulaire)    |                           |
|       | Périphérique 2     | Zaramaga (circulaire)             | Santa Luzía (circulaire) |                           |
|       | Salburúa-Zabalgana | Zabalgana (Quartier de Mariturri) | Salburua                 |                           |